# Кривелево (Пермский край)
Кривелево — деревня в Большесосновском районе Пермского края.

## География
Расположена на левом берегу реки Вотчинка, в 8 километрах к югу от административного центра района Большая Соснова.

## Население
Согласно всероссийской переписи населения 2010 года в деревне Кривлево проживает 0 человек.